# Stora Koletjärnet
Stora Koletjärnet är en sjö i Eda kommun i Värmland och ingår i Göta älvs huvudavrinningsområde. Sjön har en area på 0,0699 kvadratkilometer och ligger 178,7 meter över havet.

## Delavrinningsområde
Stora Koletjärnet ingår i det delavrinningsområde (663826-129496) som SMHI kallar för Mynnar i Lillälven. Medelhöjden är 200 meter över havet och ytan är 26,48 kvadratkilometer. Det finns inga avrinningsområden uppströms utan avrinningsområdet är högsta punkten. Vattendraget som avvattnar avrinningsområdet har biflödesordning 4, vilket innebär att vattnet flödar genom totalt 4 vattendrag innan det når havet efter 307 kilometer. Avrinningsområdet består mestadels av skog (80 procent). Avrinningsområdet har 0,43 kvadratkilometer vattenytor vilket ger det en sjöprocent på 1,6 procent.